# Agrostis reinwardtii
Agrostis reinwardtii é uma espécie de gramínea do gênero Agrostis, pertencente à família Poaceae.